# Hada plebeia
Hada plebeia är en fjärilsart som beskrevs av Adrian Hardy Haworth 1809. Hada plebeia ingår i släktet Hada och familjen nattflyn. Inga underarter finns listade i Catalogue of Life.